# Out of the Doldrums (album)
Out of the Doldrums is het tweede album (alleen op vinyl verschenen; niet meer verkrijgbaar) van de slagwerkgroep Slagerij van Kampen. Gebruikmakend van de nieuwe sample techniek werd dit album volledig in midi opgenomen.

## Nummers
1. Lamina redrum
2. Wakarimasen
3. Tellem mallets
4. Out of the doldrums